# Catamaran

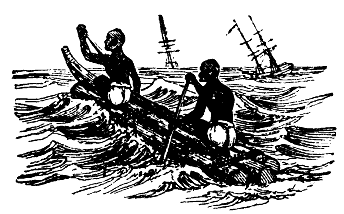
De originele catamaran, afbeelding uit het Nordisk familjebok

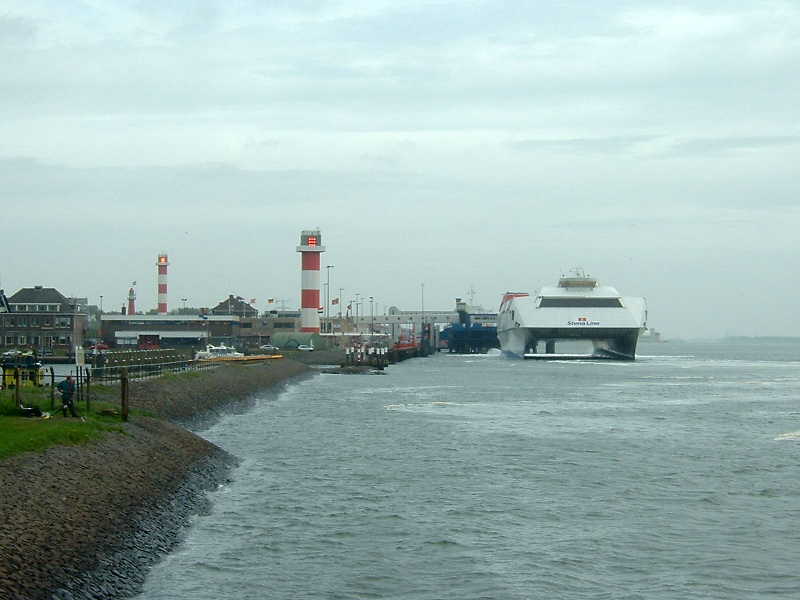
Discovery van Stena Line

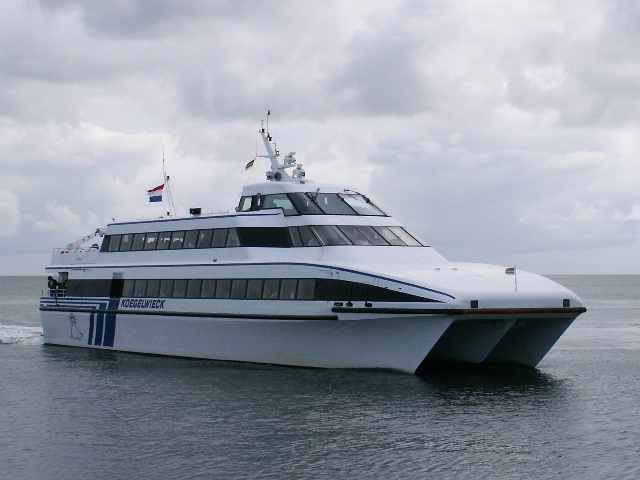
Koegelwieck van Rederij Doeksen

Een catamaran is een meerromps vaartuig met twee drijvende delen (de rompen), die boven de waterlijn parallel aan elkaar gemonteerd zijn. Door deze constructie heeft een catamaran een grote aanvangsstabiliteit, terwijl hij een lage weerstand heeft, hetgeen resulteert in een grotere snelheid dan bij gewone vaartuigen. Het woord "catamaran" komt uit het Tamil: "kattumaram" dat "bij elkaar gebonden bomen" betekent. Al rond 1660 deed William Petty proeven met een catamaran.

## Geschiedenis van de catamaran
De eerste catamarans komen oorspronkelijk uit de Filipijnen, later namen de Austronesische volkeren deze schepen over. Zij bouwden nieuwe soorten, voor een lijst, kijk bij meerromps schip. Ook de Egyptenaren bouwden ze rond 300 v.C. zoals de Tessarakonteres, een gigantische, militaire catamaran met katapulten en met plek voor zo'n 7000 man, waarvan zo'n 2800 soldaten. 

## Veerboten
Als zeilschip is de catamaran populair, maar tegenwoordig worden ook snelle veerboten op deze wijze gebouwd. Vooral de hogesnelheidsferry Stena Discovery van de Stena Line, een uit aluminium vervaardigde catamaran die tussen 1997 en 2007 de High-speed Sea Service (HSS)-passagiersdienst tussen Hoek van Holland en Harwich onderhield, heeft dit type in Nederland bekendgemaakt. 
Tussen Harlingen en Terschelling/Vlieland varen in de veerdienst ook catamarans met een snelheid van circa 60 kilometer per uur. Hierdoor duurt de overtocht van 37 km maar 45 minuten in plaats van twee uur. Ook op de Waterbus tussen Rotterdam en de Drechtsteden wordt gevaren met catamarans, zodat mensen binnen een uur van Rotterdam naar bijvoorbeeld Dordrecht kunnen varen.

## Zeilschepen
Bij zeilcatamarans heeft die grote aanvangsstabiliteit ook een keerzijde. Waar de ballast van de kiel doeltreffender wordt naarmate de hellingshoek groter wordt, wordt de ballast in de rompen van de catamaran juist minder doeltreffend bij een grotere hellingshoek. Hierdoor krijgt een catamaran naarmate hij sterker helt minder oprichtend vermogen. Doordat de neerwaartse trekkracht van het tuig wel sterker wordt naarmate de boot sterker helt, heeft iedere zeilcatamaran een punt waarop hij geen richtend vermogen heeft; hij verliest dus eigenlijk zijn evenwicht op een romp; daarvoorbij slaat de boot om.
Bij een catamaran die omgeslagen is, is het oprichtend vermogen zelfs negatief: als de ene romp eenmaal over de andere heen getild is kan de boot door het gewicht van de bovenste romp en de wind in de trampoline ondersteboven worden geduwd. Dit wordt ook wel (door)kenteren genoemd. Het grootzeil, dat vlak op het water ligt, vertraagt echter de kans om verder door te kenteren. Bovendien wordt er, ter voorkoming van kenteren, bij de moderne (sport)catamarans voor gezorgd dat de mast waterdicht is. Het drijvend vermogen van de mast voorkomt dus mede dat de boot doorkentert.
Bekende open sport/race-zeilcatamarans zijn:
- Nacra-catamarans, Nacra 17, olympischeklassecatamaran
- Hobie cats
- International A-Class (open klasse; lengte 5,49 m, breedte 2,3 m, gewicht 75 kg, zeil 13,94 m²)
- Zelfbouw catamarans de Piranha 15 t/m 19, ontwerper Leo Lalleman (Veghel)
- Formula classes (F16, F18, F20)
- Dart 15
- Dart 18, olympischeklassecatamaran
- Tornado, voormalige olympischeklassecatamaran
- Patin, een houten catamaran (letterlijk vertaald uit het Spaans: "zeilslede").
- Extreme 40
- America's Cup 72-klasse

Grotere catamarans bestaan in drie types:
1. Een lijkt op een uitvergrote kleine cat, uitsluitend voor races bedoeld. "The Race", een wedstrijd rond de wereld, wordt daarmee gezeild.
2. Een type met bovenkajuit die vooral een groot comfort biedt. Bekende bouwers zijn Jeanneau, Fontaine Pajot en Catana.
3. Een bridgedeck-type zonder bovenkajuit maar met een vast gedeelte tussen de twee vlotters die qua zeileigenschappen en comfort tussen de vorige twee in zit.